# William Bradford (Maler)

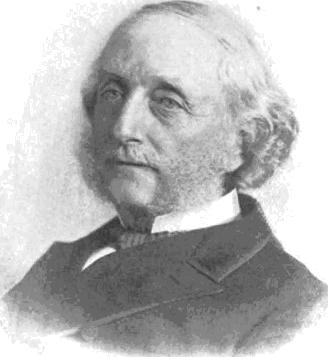

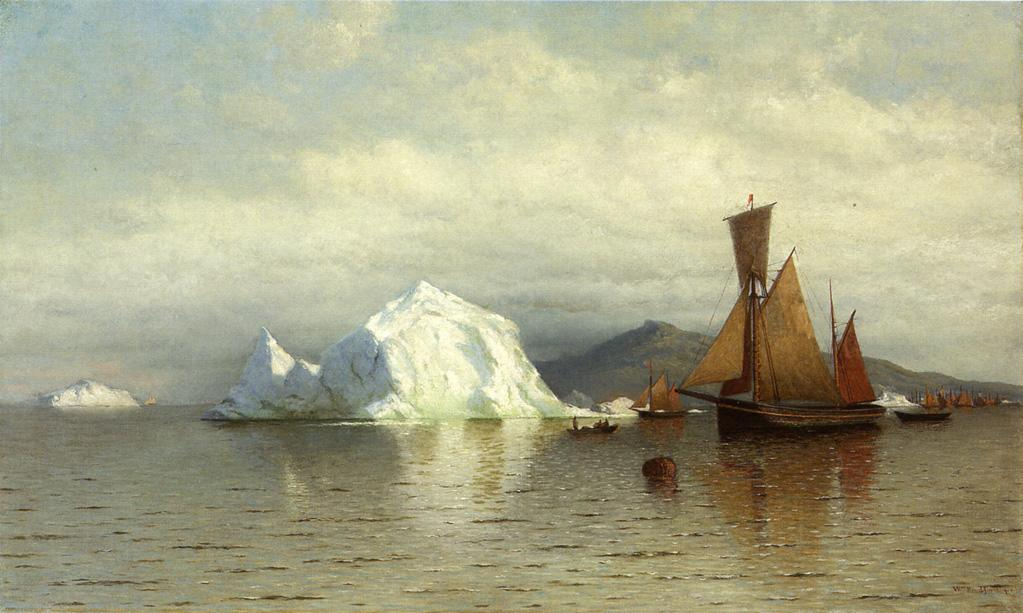
Fischer vor Kap St. Charles, Labrador (1860)

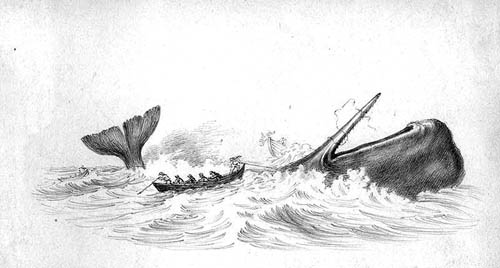
Jagd auf einen Pottwal

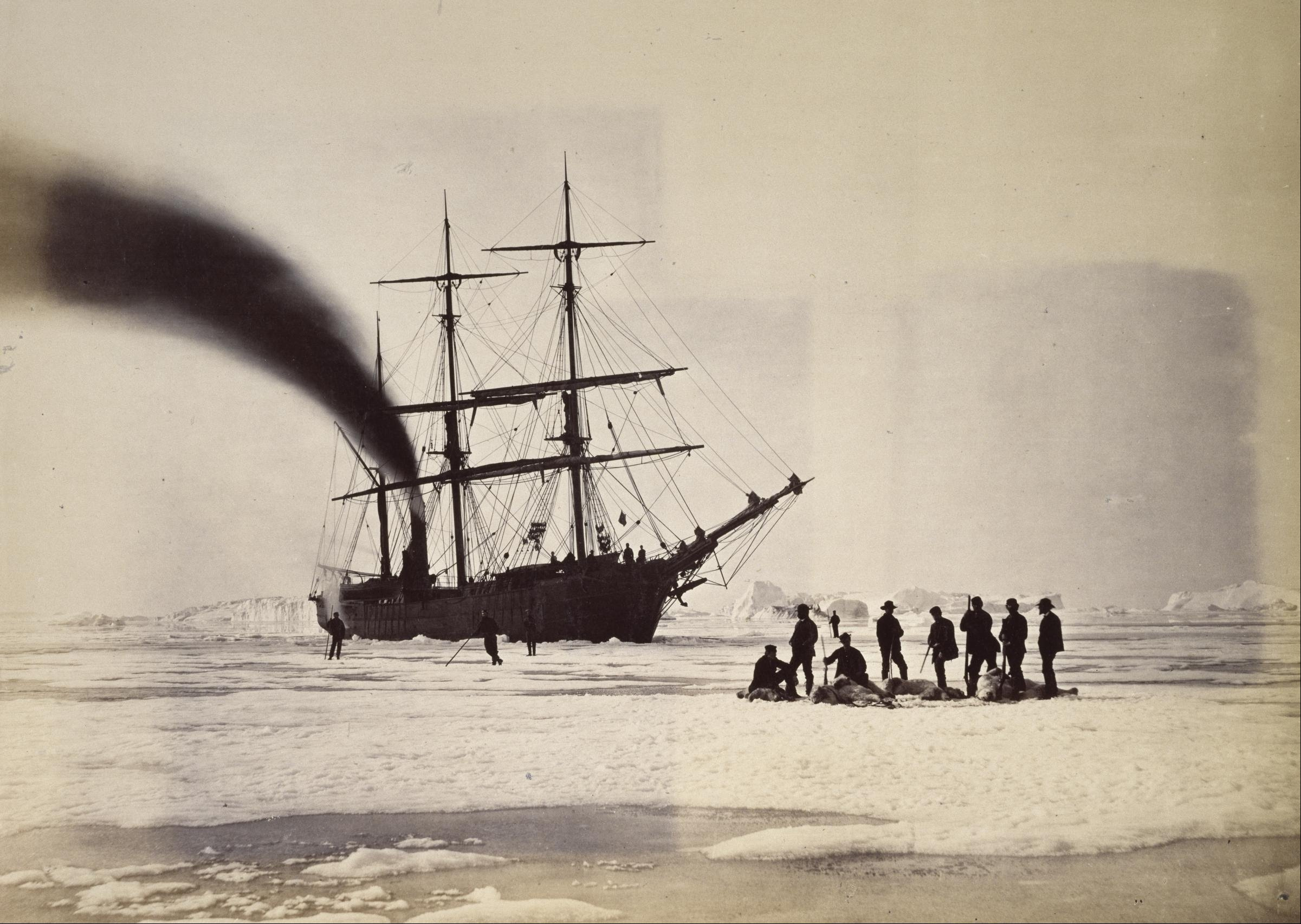
Jagd mit dem Dampfer in der Melville-Bucht

William Bradford (* 30. April 1823 in Fairhaven, Massachusetts; † 25. April 1892 in New York) war ein US-amerikanischer Maler, Zeichner und Fotograf, der sich an acht Arktisexpeditionen zur See beteiligte.

## Leben und Werk
William Bradford, der Sohn des Ladeninhabers Melvin Bradford und seiner Frau Hannah Kempton, wurde zum Quäker erzogen und scheiterte im Einzelhandel als Unternehmer. Sodann begann er seine Karriere als Maler und arbeitete ab 1854 in dem Walfängerhafen New Bedford – seinem Geburtsort gegenüberliegend – mit dem Rotterdamer Maler Albertus van Beest (1820–1860) mehrere Jahre zusammen. Ebenfalls 1854 eröffnete Bradford ein Atelier – spezialisiert auf Schiffsansichten. Er malte Küstenlandschaften von Neuengland, Nova Scotia und Labrador. Im April 1861 begab er sich auf einem Schoner in die arktischen Gewässer. Ein Gemälde von jener Reise inspirierte Bradfords Quäker-Freund John Greenleaf Whittier zu dem Gedicht Amy Wentworth. Der Dichter widmete das Werk dem Freunde. Bewundert wurden seinerzeit Bradfords Gemälde, Zeichnungen und Fotografien von Eisbergen. Er gilt als der erste Nordamerikaner, der auf seinen Gemälden das Nördliche Eismeer darstellte, als er an mehreren Expeditionen Isaac Hayes’ teilnahm. 1862 war Bradford in Boston der Lehrer des Monmouther Malers Charles Dorman Robinson (1847–1933).
1869 bereiste Bradford, finanziert von LeGrand Lockwood, zusammen mit den Fotografen John L. Dunmore und George P. Critcherson (1823–1892) auf dem Walfänger Panther, einem Dampfer, wiederum die Arktis. Darauf verbrachte er zwei Jahre in London. 1873 kam dort sein Buch Die arktischen Regionen, illustriert mit Fotografien von einer Expedition nach Grönland heraus. Königin Victoria hat das Wirken des Arktisreisenden gefördert.
1874 wurde Bradford in New York Associate member der National Academy. Im Verein mit Malerkollegen von der Hudson River School beschäftigte er sich mit atmosphärischen Aspekten der Bildkomposition – zum Beispiel der Darstellung von Sonnenlicht und Wasser.
Später lernte Bradford auf Vortragsreisen quer durch sein Heimatland die Westküste der Vereinigten Staaten kennen. Er blieb sieben Jahre in San Francisco und malte die  Berge der Sierra Nevada – insbesondere das Yosemite Valley.
Die letzten Jahre wohnte William Bradford in New York und suchte gelegentlich die heimatlichen Gefilde an der Buzzards Bay auf. William Bradford starb in New York und wurde in seinem Geburtsort beerdigt.